# Mingulay
Mingulay (en gaélico escocés: Miughalaigh / Miùghlaigh) es la mayor de las islas Barra en las Hébridas Exteriores, en Escocia. La isla permanece deshabitada desde 1912, y es conocida por sus numerosas poblaciones de aves marinas, especialmente de frailecillo (Fratercula arctica), arao común (Uria aalge), cormorán moñudo (Phalacrocorax aristotelis), fulmar (Fulmarus sp.) y alca torda (Alca torda)
La National Trust for Scotland es propietaria de la isla desde 2000. 

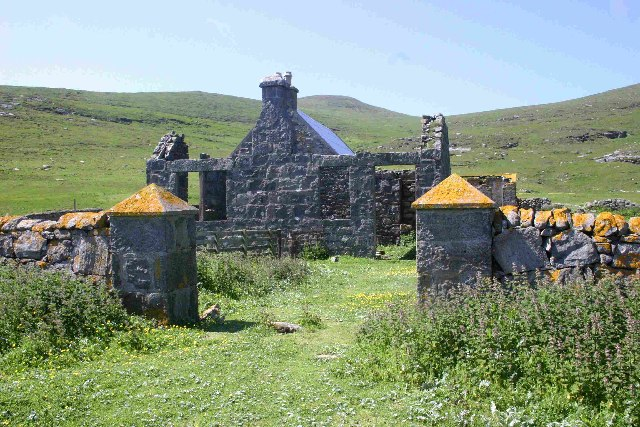
Las ruinas de la vieja escuela.

- Datos: Q1533261
- Multimedia: Mingulay / Q1533261